# Sambirejo (Bangorejo)
Sambirejo is een bestuurslaag in het regentschap Banyuwangi van de provincie Oost-Java, Indonesië. Sambirejo telt 8142 inwoners (volkstelling 2010).